# Guía acompañante
El guía acompañante es, según las funciones que define la Organización Mundial del Turismo, una subclase dentro del grupo laboral de los Servicios de Guía Turísticos. Esta subclase incluye servicios de guía turísticos, por ejemplo facilitar direcciones y comentarios sobre atracciones turísticas de naturaleza cultural, histórica, arqueológica o medioambiental.

## Categoría laboral
Los guías acompañantes o acompañantes turísticos son, según las Notas explicativas de la Clasificación Nacional de Ocupaciones 2011 (CNO-11), aquellos que 

realizan actividades de acompañamiento, orientación, asistencia y coordinación del grupo de usuarios turísticos al que se acompaña. Son los responsables del desarrollo del viaje turístico, de acuerdo al programa establecido, y facilitan información de interés turístico general. Dominan a la perfección el idioma nativo de los participantes en el viaje, siendo conveniente el conocimiento de algún otro idioma como el nativo u oficial del lugar o, en su defecto, el inglés. Pueden trabajar para agencias de viajes o pueden ser autónomos.

En España, los guías acompañantes son considerados como una ocupación incluida en el grupo primario de acompañantes turísticos (5823), perteneciente a su vez a la categoría de trabajadores que atienden a viajeros, guías turísticos y afines (582). También se encuentran en este grupo los asistentes acompañantes de grupo turístico, los tour leaders y los guías de ruta turística.

## Funciones
Las funciones del guía acompañante son distintas a las del guía de turismo; de hecho, están orientadas propiamente al acompañamiento y atención de viajeros o grupos. Ofrecen, por tanto, un trato mucho más personalizado. Según una ficha publicada en 2014 por el Servicio Público de Empleo Estatal (SEPE), de una muestra de 151 ofertas de empleo recogidas dentro del sector turismo, el 85% correspondían a Guías de Turismo, mientras que solo el 10% estaba dirigidas a Asistentes acompañantes de grupo turístico. 
Sus principales funciones son las siguientes:
- Acompañar y asistir a los turistas del grupo
- Solucionar imprevistos con prontitud y eficacia
- Informar, ofertar y vender actividades facultativas
- Identificar y orientar sobre los atractivos y servicios que ofrecen los sitios visitados, siguiendo el programa establecido, las características del usuario y el servicio contratado
- Sugerir cambios oportunos y gestionar su realización, de modo que se asegure el cumplimiento de los objetivos de la entidad organizadora y se cubran las expectativas del cliente

## Guía acompañante vs. Guía de turismo
Existe cierta controversia entre las funciones del guía acompañante y las del guía de turismo, a pesar de que ambas no sólo están recogidas en España en la Clasificación Nacional de Ocupaciones, sino también en el Comité Europeo de Normalización (CEN). Este organismo entiende que ambas son dos profesiones distintas pero complementarias. El CEN define al guía acompañante como el representante de un turoperador que proporciona asistencia básica a los viajeros.
Sin embargo, la figura del guía acompañante es de vital importancia cuando los destinos en los que trabaja representan culturas y estilos de vida muy diferentes a los del país de origen del viajero. Por ello es importante que los guías acompañantes sean locales, para poder hacer entender al viajero qué es lo que está conociendo y cómo interpretarlo. En España, algunas agencias de viajes ya están poniendo en práctica este concepto.
Sociedad Geográfica de las Indias define la figura del guía acompañante como aquel profesional del turismo nativo y con un perfecto conocimiento del idioma y la cultura del país del visitante que ejerce de anfitrión del país o región visitado. Asume la responsabilidad de formar al visitante, en la medida de lo posible, en la cultura local en el sentido amplio. Además, adapta al visitante aquellas experiencias y visitas a sus características, en las diferentes vertientes: físicas (edad, género, capacidades motoras, etc.), culturales, religiosas, vitales, etc. La labor del guía acompañante ha de venir precedida de un análisis previo del perfil del viajero realizado en el país de origen por profesionales del turismo o asesores de viaje que puedan informar al guía acompañante de las características y expectativas del viajero, de forma que el guía acompañante pueda prever la interacción entre los viajeros y la cultura local.
El guía acompañante contará con una licencia oficial, siguiendo la legislación local, al menos un certificado de idiomas válido equivalente a un nivel alto de desempeño, así como un alto nivel cultural, principalmente en áreas como historia, arte, protocolo, relaciones internacionales, cultura general, etc. La formación de estos guías acompañantes requiere de años de ejercicio profesional además de ser conveniente el apoyo formativo por parte de Institutos especializados en la formación de guías o Escuelas de Guías, como la puesta en marcha por Sociedad Geográfica de las Indias en la India.
Por otro lado, la Associazione Ligure Accompagnatori e Interprete Turistici (ALAIT) habla de acompañante turístico, entendido como

el profesional que acompaña a personas o grupos en viajes, ya sea en territorio nacional como al extranjero. Provee informaciones importantes y noticias en tema turístico sobre las áreas a visitar, fuera de la competencia de los guías locales. Normalmente, se trata de un trabajador autónomo, encargado por un operador turístico, una agencia de viajes o un ente de promoción turística. Sería el responsable de la organización práctica del itinerario, y el punto de referencia de los proveedores y del los clientes durante el viaje.